# Wilhelm von Hisinger
Wilhelm Hisinger (Västmanland, Suècia, 22 de desembre de 1766 – Skinnskatteberg, Suècia, 28 de juny de 1852), va ser un metge i un botànic i químic suec. El was 1807, treballant en coordinació amb Jöns Jakob Berzelius, es va adonar que en l'electròlisi qualsevol substància donada es dirigia sempre cap al mateix pol i que les substàncies atretes cap al mateix pol tenien altres propietats en comú. Això mostrava que, com a mínim, hi havia una correlació qualitativa entre les naturaleses químiques i elèctriques dels cossos.
l'any 1803, en laboratoris separats, Martin Heinrich Klaproth en un d'ells i Berzelius i Hisinger en un altres, van descobrir l'element Ceri, al qual van donar el nom de l'asteroid recentment descobert, Ceres. Més tard es va saber que el ceri que havien descobert Berzelius i Hisinger era en realitat una mescla de ceri, lantà i de l'anomenat didymium.
El mineral hisingerita, un silicat de ferro, amb la fórmula Fe3+₂Si₂O₅(OH)₄·2H₂O, rep aquest nom en honor de Hisinger.